# Aífé

Peinture de John Duncan (1866-1945)

Dans la mythologie celtique irlandaise, Aífé (irlandais moderne: Aoife, prononciation [ˈiːfʲə]) est à la fois une magicienne (druidesse) et une guerrière qui réside en Écosse. Elle est en guerre avec Scáthach pour le commandement de cette armée de femmes. Le rôle de ces magiciennes est l’initiation guerrière et sexuelle des héros. Selon le récit Aided Óenfhir Aífe (« Le Meurtre du fils unique d'Aifé »), Aífé est aussi la sœur de Scáthach (fille d'Ardgeimm).

## Mythologie
Lors du séjour de Ferdiad et de Cúchulainn, celui-ci la vainc lors d’un affrontement et lui demande de respecter trois vœux : faire la paix avec sa rivale, accepter la suprématie de Scáthach et lui accorder « l’amitié de sa hanche », ce qui donnera naissance à un fils, Conla (ou Conlaech). Aífé est chargée de l’éducation de l’enfant, notamment de sa magie guerrière, à l’exception du maniement de la gae bolga, arme réservée au seul Cúchulainn, avec laquelle il tuera son fils malencontreusement.
Cúchulainn propose que son fils le rejoigne en Irlande quand il sera plus âgé, mais le garçon est sous le coup de trois obligations (voir article geisa) : ne jamais révéler à un étranger son nom ni son pays d’origine, ne jamais s’humilier et enfin, ne jamais refuser le combat. À l’âge de sept ans, Conla embarque pour l’Irlande afin de rejoindre son père. Le respect des obligations les conduit à se battre, lors de leur rencontre et Cúchulainn tue son fils d’un coup de gae bolga.

## Interprétation
Le combat du père contre son fils est un motif traditionnel indo-européen. Il se retrouve notamment dans le Chant de Hildebrand dans le monde germanique ou encore dans l'histoire de Rostam et Sohrab en Perse. Ce motif de l'affrontement du père et du fils illustre le passage de la société lignagère à la société héroïque. Alors que dans la société lignagère, l'essentiel réside dans la lignée et l'individu privilégie sa descendance par laquelle il survit, avec la société héroïque apparaît une nouvelle conception de l'outre-tombe, la « voie des dieux » réservée au héros. Elle marque une transformation de la société où un chef réunit autour de lui des compagnons qu'il a choisi et qui lui doivent davantage qu'au lignage dont ils sont issus. Ils doivent au besoin affronter des membres de leur lignage, voire leur propre descendance. Le seigneur devient le père et ses compagnons ses enfants,.

## Sources primaires
- Tochmarc Emire (La Courtise d’Emer)
- Aided Óenfhir Aífe (Le Meurtre du fils unique d'Aifé)

## Dans la fiction
- Aifé apparait notamment dans Les Secrets de l'immortel Nicolas Flamel, de Michael Scott (tome 4, tome 5 et tome 6).

## Note
1. ↑  Le Meurtre du fils unique d'Aifé, traduction de Georges Dottin.
2. ↑  (de) Jan de Vries, « Das Motiv des Vater-Sohn-Kampfes im Hildebrandslied », Germanisch-romanische Monatsschrift, 34, p.257-274
3. ↑  Jean Haudry, Sur les pas des Indos-Européens : Religion - Mythologie - Linguistique, Yoran Embanner, 2022, p.192-193